# Nortonville (Kentucky)
Nortonville é uma cidade localizada no estado americano de Kentucky, no Condado de Hopkins.

## Demografia
Segundo o censo americano de 2000, a sua população era de 1264 habitantes.
Em 2006, foi estimada uma população de 1251, um decréscimo de 13 (-1.0%).

## Geografia
De acordo com o United States Census Bureau tem uma área de
2,9 km², dos quais 2,9 km² cobertos por terra e 0,0 km² cobertos por água. Nortonville localiza-se a aproximadamente 137 m acima do nível do mar.

## Localidades na vizinhança
O diagrama seguinte representa as localidades num raio de 16 km ao redor de Nortonville.